# Lijst van burgemeesters van Gooise Meren
Dit is een lijst van burgemeesters van de Nederlandse gemeente Gooise Meren (provincie Noord-Holland), die is ingesteld op 1 januari 2016.
| Ambtsperiode                     | Naam burgemeester          | Partij | Bijzonderheden |
| -------------------------------- | -------------------------- | ------ | -------------- |
| 1 januari 2016 - 18 januari 2017 | Albertine van Vliet-Kuiper | D66    | waarnemend     |
| 18 januari 2017 - heden          | Han ter Heegde             | VVD    | [ 2 ]          |